# Габриеле, Фабрицио
Фабрицио Габриеле (итал. Fabrizio Gabriele; род. 11 мая 1985, Неаполь) — итальянский гребец, выступавший за национальную сборную Италии по академической гребле в период 2001—2011 годов. Двукратный чемпион мира, двукратный чемпион Европы, победитель и призёр многих этапов Кубка мира.

## Биография
Фабрицио Габриеле родился 11 мая 1985 года в Неаполе, Италия. Заниматься академической греблей начал в возрасте десяти лет в 1996 году, проходил подготовку в клубах Fiamme Oro GS и Posillipo CN.
Дебютировал на международной арене в сезоне 2001 года, когда вошёл в состав итальянской национальной сборной и побывал на чемпионате мира среди юниоров в Дуйсбурге, где занял пятое место в зачёте восьмёрок распашных с рулевым. Год спустя на аналогичных соревнованиях в Тракае стал четвёртым в распашных рулевых четвёрках. Выступил и на взрослом мировом первенстве в Севилье, но был далёк здесь от попадания в число призёров.
В 2003 году в четвёрках стал серебряным призёром юниорского чемпионата мира в Афинах.
Первого серьёзного успеха на взрослом международном уровне добился в 2004 году, выиграв серебряные медали в программе восьмёрок лёгкого веса на мировом первенстве в Баньолесе и на этапе Кубка мира в Люцерне.
В 2005 году в лёгких восьмёрках одержал победу на этапе Кубка мира в Люцерне и на чемпионате мира в Гифу.
В 2006 году в той же дисциплине вновь был лучшим на этапе Кубка мира в Люцерне и на мировом первенстве в Итоне. Также добавил в послужной список золотую награду, полученную на молодёжном чемпионате мира в Бельгии в четвёрках безрульных лёгкого веса.
На чемпионате мира 2007 года в Мюнхене взял бронзу в лёгких восьмёрках.
В 2008 году в зачёте лёгких безрульных четвёрок одержал победу на чемпионате Европы в Афинах.
Начиная с сезона 2009 года выступал преимущественно в парных дисциплинах. Так, в 2010 году выиграл золотую медаль в парных четвёрках лёгкого веса на европейском первенстве в Монтемор-у-Велью.
Последний раз показал сколько-нибудь значимые результаты на международном уровне в сезоне 2011 года, когда, вернувшись в распашные дисциплины, выиграл серебряную медаль в лёгких восьмёрках на чемпионате мира в Бледе. Вскоре по окончании этих соревнований покинул расположение итальянской национальной сборной и завершил карьеру профессионального спортсмена.